# هلن دویچ
هلن دویچ (انگلیسی: Helene Deutsch؛ ‏ ۹ october ۱۸۸۴ – ۲۹ مارس ۱۹۸۹) با نام اصلی هیلینه رُزنباخ (آلمانی: Helene Deutsch)، پزشک و متخصص روان‌کاوی لهستانی-آمریکایی و از همکاران زیگموند فروید بود. او «مؤسسهٔ روان‌کاوی وین» را بنیان نهاد و در سال ۱۹۳۵ به کمبریج، ماساچوست رفت و به فعالیت‌های حرفه‌ای خود ادامه داد. دویچ یکی از نخستین روان‌کاوانی بود که در زمینهٔ روانکاوی زنان تخصص داشت. وی از اعضای فرهنگستان هنر و علوم آمریکا بود.

## زندگی‌نامه
وی در ۹ اکتبر ۱۸۸۴ در شهر پرزمیسی در بخش تجزیه‌شدهٔ لهستان در پادشاهی گالیسیا و لودومریا در خانواده‌ای یهودی به‌دنیا آمد. دوره‌های پزشکی و روانپزشکی را در وین و مونیخ گذراند و از شاگردان و دستیاران زیگموند فروید بود و نخستین متخصصی بود که حوزهٔ فعالیتش متمرکز بر روانپزشکی زنان بود.
او اغلب می‌گفت که پدرش الهام‌بخش وی بود. پدر او «ویلهلم رزنباخ» یک وکیل دعاوی برجستهٔ یهودی و یک «لیبرال و متخصص حقوق بین‌الملل» در دوران شیوع یهودستیزی بود. پدرش نخستین وکیل دعاوی یهودی در آن منطقه بود. وی که به کارش پدرش علاقمند بود، در آغاز قصد داشت تا وکیل شود، اما دریافت که زنان اجازهٔ وکالت و کار در این زمینه را ندارند و به سراغ رشتهٔ روان‌پزشکی رفت. هلن که در پرزمیسی به «دختر زیبای رزنباخ» معروف بود، لقب «آنچنان باهوش و استعداد که می‌شد یک پسر باشد» را دریافت کرد. برخلاف رابطهٔ گرمش با پدر، رابطه وی با مادرش غیرصمیمی و سرد بود. در حالی که او به‌طور کلی پدرش را می‌پرستید، اما از مادرش «رگینا» متنفر بود. به گفته هلن، مادرش «هیچ‌یک از علایق روشنفکرانهٔ شوهرش را نداشت» و هلن آرمان‌های مادرش را طبقاتی و مادی‌گرا می‌دانست. هلن مدعی بود که مادرش او را مورد آزار و اذیت قرار می‌داد، اغلب او را کتک یا سیلی می‌زد و حملهٔ لفظی به او می‌کرد. هلن استدلال می‌کرد که علت بدرفتاری مادرش نه برای تنبیه او، بلکه «برای بیرون ریختن خشم و پرخاشگری‌های سرکوب‌شده‌اش» بود، زیرا هلن جایگزین پسری شده بود که مادرش می‌خواست و انتظارش را داشت. هلن اغلب می‌گفت که خانه دوران کودکی‌اش تحت سلطه و نگرانی شدید مادرش برای کسب شایستگی و موقعیت اجتماعی بود. هلن مادرش را «بی فرهنگ، از نظر فکری متزلزل و بردهٔ اقتدار بورژوازی» می‌دانست. اگرچه هلن گاه‌به‌گاه در آرزوی عشق مادر بود، اما هرگز رنگ عشق و محبت مادری را ندید. در عوض، عشق مادرانه از جانب خواهرش «مالوینا» و زن بامحبتی در همسایگی‌شان می‌آمد که با او را «کنتس رنگ‌پریده» لقب داده بود. هلن به یاد می‌آورد که در دوران کودکی‌اش «نه پرستار مختلف از او مراقبت کردند» و از احساس وابستگی به [مادر] خود متنفر بود. این احساسات اغلب او را به رویاپردازی می‌کشاند که شاید شخص دیگری مادر واقعی بوده‌است. وی که شیفتهٔ ادامه تحصیل و یادگیری بود و در ضمن از زندگی‌ای که مادرش برای او برنامه‌ریزی کرده بود تنفر داشت، در دوران نوجوانی دست به دامن پدرش شد تا وی را برای ادامه تحصیل پس از سن چهارده سالگی کمک کند، اما متوجه شد که پدرش تمایلی به این کار ندارد. دویچ در کتاب خود، «روانشناسی زنان»، یکی از جنبه‌های مازوخیسم زنانه را با دلبستگی دختر به پدرش و پیامدهای احتمالی چنین هویتی مرتبط می‌کند. او می‌نویسد که پدر گاهی با نزدیک شدن به سن بلوغ جنسی، رابطه خود را با دخترش قطع می‌کند. هلن بعدها مقاومت و عدم تمایل پدرش به کمک را، به زن‌ذلیلی و تمایل او به حفظ آرامش در منزل نسبت داد.
خواهر او «مالوینا» فردی بود که به او محبت مادری می‌داد. هنگامی که مادرشان تصمیم گرفت هلن را کتک بزند، مالوینا کسی بود که مراقب بود به سر او ضربه نخورد. مالوینا اما خود موضوع نگاه محدود به نقش زن در جامعه بود. از هلن دویچ و خواهرانش انتظار می‌رفت که در سن کم و با مردان با موقعیت مناسب اجتماعی ازدواج کنند. مالوینا اگرچه مجسمه‌ساز و نقاش بااستعدادی بود، ولی مجبور شد به جای مرد رویاهایش، با مردی که والدینش «مناسب‌تر» می‌دانستند، ازدواج کند.
برادر هلن «امیل» به جای محبت، با او بدرفتاری می‌کرد. برادرش او را در سن چهار سالگی مورد آزار جنسی قرار داد و در تمام دوران کودکی نیز وی را عذاب می‌داد. بعدها هلن این رابطه را «علت اصلی تمایل او نه تنها به خیال پردازی مخفیانه، بلکه برای واقعی دانستن این خیال‌ها» قلمداد نمود. به‌عنوان تک‌پسر خانواده، امیل قرار بود که وارث مسلم خانواده باشد اما در عوض، امیل ثابت کرد که یک قمارباز، منفعت‌طلب و دانش آموزی ضعیف و مایهٔ سرخوردگی خانواده است. هلن در طول زندگی‌اش سعی می‌کرد کاستی‌های برادرش را جبران کند، اما «احساس می‌کرد که هرگز شکست امیل را از نظر مادرش با موفقیت جبران نکرده‌است»، ولی توانست به‌جای برادرش، فرزند محبوب و مورد علاقهٔ پدرش شود.
شناخته‌شده‌ترین مفهوم بالینی او شخصیت «انگار» یا «چنان‌که گویی» بود، مفهومی که به او اجازه می‌داد منشأ توانایی خاص زنان برای هم‌ذات پنداری با دیگران را توضیح دهد. دویچ شخصیت‌های اسکیزوئیدی را توصیف کرد که «عادی به نظر می‌رسند، زیرا موفق شده‌اند «روابط کاذب» از انواع پیچیدهٔ مختلف را جایگزین یک تماس احساسی واقعی با افراد دیگر کنند. آنها به گونه‌ای رفتار می‌کنند که «انگار» با افراد دیگر رابطه‌ای احساسی دارند… احساسات و هیجانات غیراصیل و کاذب‌شان. به‌طور گسترده‌تر، او معتقد بود که یک فرد «عموماً سرد» که کم و بیش از هیجان و درگیری عاطفی دوری کامل دارد … ممکن است بیاموزد که کمبودها و نارسایی‌های احساسی خود را پنهان کند و به گونه‌ای رفتار کند که «انگار» احساسات و روابط واقعی با مردم دارد.
«هلن دویچ، که قرار بود با نوشته‌هایش در مورد جنسیت زنانه نامی برای خود دست و پا کند» در محافل فمینیستی به شکلی متناقضی به یک «جاذب انتقاد» مبدل شد و آماج حملات منتقدان قرار گرفت… «نام او با قلم‌موی یک فروید «ضدزن» که او شاگرد خوش‌خدمت و سرسپرده‌اش شده بود، لکه‌دار شد.» در سال ۱۹۲۵ او «نخستین روانکاوی شد که کتابی در زمینه روانشناسی زنان منتشر کرد». و به گفته پال روزن، «علاقه‌ای که او و کارن هورنای به این موضوع نشان دادند، سبب شد تا فروید که دوست نداشت در این زمینه عقب بماند، خود به نگارش تعدادی مقاله در مورد زنان بپردازد.» فروید در مقاله خود در سال ۱۹۳۱ در مورد «جنسیت زنانه» «آخرین مقالهٔ هلن دویچ در مورد مازوخیسم زنانه و رابطه آن با سردمزاجی جنسی را تأیید می‌کند، و در این مقاله همچنین فعالیت فالیک (آلتی) دختر و شدت وابستگی او به مادرش را مورد توجه قرار داد.»
با گذشت زمان، دیدگاهی دقیق‌تر و پسا فمینیستی از فروید، فمینیسم و دویچ به‌دست آمده و بنابراین می‌توان دید که کتاب مهم و اصلی او «مملو از بینش حساسی در مورد مشکلاتی است که زنان در تمام مراحل زندگی با آن روبرو هستند». در واقع، دربارهٔ دویچ ادعا شده که «نگرانی‌ها و دغدغه‌های حاکم بر زندگی او شباهت زیادی به زنانی دارد که در دومین موج بزرگ فمینیسم در دهه ۱۹۷۰ شرکت داشتند: نافرمانی و سرکشی از سنین پائین… تلاش برای استقلال و تحصیل… تضاد بین نیازهای شغلی و خانواده، دوسوگرایی و دودلی در مورد مادر شدن، شکاف بین هویت زنانه جنسی و مادری. به همین ترتیب، می‌توان دریافت که «دغدغه‌های روانکاوانه دویچ مربوط به لحظات کلیدی جنسیت زنانه بود: قاعدگی، از دست رفتن بکارت، آمیزش جنسی، بارداری، ناباروری، زایمان، شیردهی، رابطه مادر و فرزند و یائسگی که موضوع اساسی و موارد مورد بحث هر مجله مختص زنان معاصر است - موضوع‌هایی که، نوشته‌ها و مقالات هلن دویچ تا حدی به ایجاد و مطرح‌شدن آنها کمک کرد.
در سال ۱۹۱۹، با نظارت فروید، هلن اولین بیمار خود ویکتور تاسک را روان‌کاوی کرد، و در همان حال، فروید هم مشغول راونکاوی و بررسی هلن شد. پس از سه ماه، به درخواست فروید، هلن جلسات تحلیلی ویکتور تاسک را خاتمه داد. هلن گفت که در طول این جلسات «عاشق فروید شده‌است». او بیشتر خود را دختر فروید می‌دانست و مدعی بود که فروید الهام‌بخش او بوده و استعدادش را کشف کرده‌است. با این حال، هلن می‌گفت که فروید تمایل دارد «بیش از حد بر روی هم‌ذات‌پنداری او با پدرش» و رابطه‌اش با لیبرمن تمرکز کند. در یکی از جلسات روانکاوی با فروید، هلن [تحت هیپنوتیزم] خود را دید که دارای اندام‌های زنانه و مردانه است. از طریق روان‌کاوی‌های فروید، او متوجه شد که شخصیت او تا حد زیادی توسط «آرزوی کودکی‌اش برای اینکه همزمان، زیباترین دختر و باهوش‌ترین پسر پدرش باشد، تعیین شده‌است.» پس از یک سال، فروید جلسات تحلیلی هلن را خاتمه داد تا در عوض بر روی مرد گرگی کار کند. با تمامی این تفاسیر، هلن یک پزشک بالینی زبردست بود که گاهی با فروید در زمینهٔ بیماران‌شان مخالفت می‌کرد و از این اختلاف نظرها سربلند بیرون می‌آمد.
پس از نطق کارل آبراهام در مورد زنانگی، رشک قضیب و عقده اختگی زنانه در «کنگرهٔ لاهه» در سال ۱۹۲۰، هلن روانکاوی را به فروید واگذار کرد تا با آبراهام کار کند. هنگامی که در کنگره لاهه بود، هلن مقاله خود را طی یک سخنرانی در مورد روانشناسی بی‌اعتمادی ارائه کرد. در آن مقاله، او ادعا کرد که دروغ یک سازوکار دفاعی در برابر رویدادهای واقعی و همچنین یک عمل خلاقانه است. در سال ۱۹۲۳، هلن بدون همسرش فلیکس، یا پسرش مارتین، به برلین نقل مکان کرد تا با آبراهام کار کند، که به عقیدهٔ هلن دیدگاه عمیق‌تری از فروید در بررسی‌های روانکاوانه داشت. هلن در حین کار با ابراهیم احساس آرامش می‌کرد و از «سبک تحلیلی جالب و بینش عینی او بدون هیچ گونه احساس گیج‌کننده تَرافکنی» لذت می‌برد. آبراهام در یکی از جلسات روانکاوی نامه ای از فروید را به هلن نشان داد که در آن، فروید استدلال کرده بود که موضوعِ ازدواج هلن با فلیکس باید در طول تجزیه و تحلیل روانی از مورد بحث واقع نشود. بعدها آبراهام اعتراف کرد که قادر به تجزیه و تحلیل روانی او نیست زیرا «احساس زیادی نسبت به او دارد». اجبار هلن برای تکرار را بشکنید. این فرضیه وجود دارد که فروید با پایان دادن ناگهانی روان‌کاوی هلن و همچنین ارسال چنین نامه‌ای به آبراهام، سعی در شکستن اضطرار هلن برای تکرر داشت.
در سال ۱۹۲۴، هلن از برلین به اتریش و همچنین نزد فلیکس و فروید بازگشت. رابطهٔ دنباله‌دار او با فروید اغلب دوستانه بود، اما گاهی نیز با تنش همراه بود. با این حال، پس از مرگ فروید، هلن اغلب از خود به عنوان «روح فروید» یاد می‌کرد. یک سال بعد، هلن در سال ۱۹۲۵، کتاب «روانکاوی کارکردهای جنسی زنان» را منتشر کرد و در آن، از منطق فرویدی فاصله گرفت. او استدلال کرد که در مرحله فالیک، ناحیه تحریک‌کننده اولیه یک دختر کوچک «کلیتوریس مردانه» اوست که از هر لحاظ از آلت تناسلی مرد نازل‌تر است. هلن نوشت که این آگاهی از حقارت کلیتوریس است که دختر کوچک را وادار می‌کند که منفعل شود، درونگرا باشد و از «میل جنسی فعال» خود دور شود. در همان سال، هلن بنیان‌گذار و نخستین «رئیس مؤسسه آموزشی وین» شد. در سال ۱۹۳۵، هلن به همراه خانواده‌اش از وین به بوستون، ماساچوست مهاجرت کرد، و در همان‌جا تا زمان مرگش در سال ۱۹۸۲ به عنوان روانکاو مشغول داد.
پس از سال‌های ۱۹۵۰، هلن دویچ اغلب می‌گفت از اینکه بیشتر بابت کارهایش در زمینهٔ روانشناسی زنان شهرت دارد، پشیمان است. در این زمان، دویچ توجه خود را معطوف به روان‌شناسی مردان و خودشیفتگی در هر دو جنس نمود. با گذشت زمان، او به‌طور فزاینده‌ای وقف مطالعه خودگرایی و خودشیفتگی شد و در نتیجه پژوهش دیرپای خود را در زمینه فمینیسم کنار گذاشت.
در سال ۱۹۶۳، دویچ به دلیل افت سلامت و از دست دادن حافظه همسرش فلیکس، از کار کناره‌گیری کرد. فلیکس دویچ در سال ۱۹۶۳ درگذشت. هلن دویچ پس از مرگ همسر شروع به یادآوری خاطرات زندگی خود با فلیکس و تمام آنچه به او داده بود، نمود. رابطه او با فلیکس، تا آن زمان، همیشه با اندکی تنش همراه بود. دویچ در خلال روابط عاشقانه متعددش، مانند رابطه‌اش با شاندور رادو، همیشه احساس می‌کرد که فلیکس بیشتر از او «نقش مادری» [برای فرزندانش] داشت.
پس از مرگ فلیکس در سال ۱۹۶۳، هلن دویچ توجه خود را به سمت «آزادی‌های جنسی» در دهه ۱۹۶۰ و بیتل‌مانیا معطوف نمود. او استدلال می‌کرد که این دو رویداد به دلیل «عقب‌نشینی پدران در تربیت فرزند» رخ داده‌است. این کم‌رنگ شدن نقش پدران منجر به احساس تنهایی در فرزندان می‌گردد و آنها به‌ناچار به‌دنبال آرامش با همسالان خود خواهند بود.
هلن در سال ۱۹۷۵ میلادی به عضویت فرهنگستان هنر و علوم آمریکا درآمد. وی در ۲۹ مارس ۱۹۸۲ در سن ۹۷ سالگی درگذشت.
او در آخرین روزهای زندگی‌اش، «سه مرد نزدیک به خود را به یاد آورد که لیبرمن، فروید و پدرش در غالب یک مرد بودند». دویچ در زندگی‌نامه خود نوشت که در طول سه تحول اصلی زندگی‌اش: رهایی از سلطهٔ مادرش، «کشف سوسیالیسم»؛ و در دوران روانکاوی، پدرش، لیبرمن یا فروید الهام‌بخش او بوده و به او کمک کردند.